# Полиморфия (Пендерецкий)
Полиморфия (Polimorphie) — сочинение Кшиштофа Пендерецкого (1961) для 48 струнных инструментов.
Полиморфия — сочинение, созданное по следам одного из самых известных произведений раннего Пендерецкого — «Плача по жертвам Хиросимы». Оно основано на энцефалограммах больных людей, сделанных во время прослушивания ими «Плача».
В «Полиморфии», как и в «Плаче», нет мелодии и ритма в традиционном смысле этих слов. Музыка представляет собой движущиеся звуковые комплексы — кластеры. Сочинение изобилует необычными звуковыми эффектами, среди них — стуки по декам инструментов, разнообразные глиссандо, игра карандашом по струнам. Для фиксации музыкального материала в партитуре композитор использует особые графические знаки.
Пьеса посвящена Герману Мёку, первому зарубежному издателю Пендерецкого.

## Исполнения и записи
Премьера «Полиморфии» состоялась 16 апреля 1962 года в Гамбурге, Симфоническим оркестром Северогерманского радио дирижировал Анджей Марковский.
Записи «Полиморфии» осуществили Антоний Вит, Герберт фон Караян, Генрик Чиж.
В 1975 году Юрий Зморович создан 10-минутный фильм «Полиморфия» на музыку Пендерецкого. В 1993 году Питер Уир использовал «Полиморфию» в исполнении Национального филармонического оркестра в звуковой дорожке к своему фильму «Бесстрашный».